# NGC 2853
NGC 2853 (również PGC 26580 lub UGC 4987) – galaktyka spiralna z poprzeczką (SB0-a), znajdująca się w gwiazdozbiorze Rysia. Odkrył ją William Herschel 18 marca 1787 roku.